# مارغريتا كولوسوف
مارغريتا كولوسوف (من مواليد 11 مارس 2004) هي لاعبة جمباز إيقاعي ألمانية، حصلت على الميدالية الذهبية في الجباز الشامل مرتين عامي 2021، 2024. وهي أيضًا حائزة على الميدالية الفضية مرتين في بطولة العالم (في عامي 2022 و 2023).
وتدرب كولوسوف في القاعدة الفيدرالية في فيلباخ مع يوليا راسكينا منذ عام 2016.  تنافست في الألعاب الأولمبية الصيفية 2024 في باريس في الفردي الإيقاعي الشامل للسيدات حيث حصلت على المركز الرابع.